# Ramusella bagnalli
Ramusella bagnalli är en kvalsterart som först beskrevs av Hull 1916.  Ramusella bagnalli ingår i släktet Ramusella, och familjen Oppiidae. Inga underarter finns listade.